# Сергов, Александр Юрьевич
Александр Юрьевич Сергов (род. 1988), также известный как «Черниговский маньяк»,«Маньяк с лопатой» — житель Чернигова, в день рождения Гитлера, 20 апреля 2010 года, убивший на улицах города трёх человек и покалечивший ещё одного.

## Убийства
В ночь с 20 на 21 апреля три человека были убиты саперной лопаткой в микрорайоне «Лесковица» в украинском городе Чернигове. Под утро было совершено ещё одно нападение: жертве маньяк отрезал ухо.
Жертвами черниговского маньяка стали:
1. Мария Андронник (84 года) — обезглавленный труп найден 20 апреля около 18.00 в районе частных домов водителем, парковавшим машину.
2. Елена Касаткина (60 лет) — обезглавленный труп найден 20 апреля около 22.00 возле магазина, в который она пошла за минеральной водой.
3. Иван Гапшенко (72 года) — обезглавленный труп найден на даче внуком жертвы.
4. Валерий Якименко (45 лет) — единственная выжившая жертва. Мужчина увернулся от удара лопатой, испугал нападавшего криком и позже помог составить фоторобот.

Считается, что убийца знал одну из жертв, старушку, шившую ему различные нацистские атрибуты.

## Арест и приговор
21 апреля 2010 года подозреваемый в совершении преступлений был задержан, у него было конфискованы орудие убийства (лопата с коротким черенком) и одежда со следами крови. Арест стал возможным благодаря фотороботу, составленному выжившей жертвой, а также информации персонала больниц.
Это был Александр Сергов, юноша 1988 года рождения, неонацист, совершавший преступления именно в день рождения Адольфа Гитлера. Задержанный страдал шизофренией и ранее был судим по статье 309 Уголовного кодекса («хранение и употребление наркотических средств»).
После ареста Александр Сергов был помещён в изолятор временного содержания. Судебно-психиатрическая экспертиза была проведена в два этапа: амбулаторно в Чернигове и стационарно в Киеве. 9 июня арестованный был этапирован из черниговского СИЗО в Киев, где в психиатрической больнице им. Павлова на протяжении более полутора месяцев проходил второй этап экспертизы. Окончательные результаты были озвучены 27 июля, согласно им обследуемый во время совершения преступлений был психически болен и не осознавал своих действий.
23 сентября 2010 года Новозаводский районный суд Чернигова огласил приговор, по которому в силу своего заболевания Сергов был признан не подлежащим уголовному преследованию, также ему было назначено принудительное лечение в психиатрической клинике с усиленным надзором. Некоторые родственники жертв высказывали намерение подать апелляцию по вынесенному решению, так как в связи с отсутствием в нём обозначенного виновного субъекта не были удовлетворены их претензии по возмещению материального ущерба. Александр Сергов был госпитализирован в расположенную в Днепре, психиатрическую больницу со строгим надзором, специально предназначенную для больных, совершавших или потенциально способных совершить общественно опасные действия в невменяемом состоянии.
В 2020 году его состояние по словам врачей в некоторой мере улучшилось и 11 августа его перевезли в Чернигов, где он поступил на принудительное лечение в отделение с усиленным наблюдением.

## Общественный резонанс
По версии еженедельной программы «Вести.net» новость о черниговском маньяке, убившем сразу трёх человек, вошла в пятерку главных сюжетов недели в информационных телепрограммах и заняла второе место после новости об отмене авиарейсов в Европе.
Поимка черниговского маньяка считается классическим примером объединения СМИ, общественности и милиции для раскрытия преступления. Начальник Департамента уголовного розыска МВД Украины, генерал-майор Валерий Литвин заявил, что дело черниговского маньяка войдет в учебники для курсантов.